# Sotiris René Sidiropoulos
Sotiris René Sidiropoulos (* 1977 in Paris) ist ein französischer Maler und Bildhauer.

## Leben
Die Familie hatte eine Künstlertradition. Die erste Werkstatt der Familie für Ikonographie und Bildhauerei war im Jahr 1848 in Kappadokien aufgebaut worden. Sein Vater, ein Ikonograf, Bildhauer und Doktor der Philosophie, der bei Philopoemen Constantinidi oder Caracosta und Costas Valsamis studiert hatte, lehrte seinen Sohn die Grundzüge der Ikonografie und der Bildhauerei.
In seiner Jugend war Sotiris René Sidiropoulos Schüler der Kunstmaler Zoe Valsamis und Philopoemen Constantinidi oder Caracosta.
Später studierte er beim Meisterbildhauer Costas Valsamis, der ein Schüler von Ossip Zadkine war. Er absolvierte sein Studium an der Académie de la Grande Chaumière in Paris.
Der Maler hat Ikonen der byzantinischen Kunst und der westlichen Kunst gemalt.
Er malte auch Porträts, Ballerinas, Stierkampfszenen und anderes.

## Werke
- Porträt von Papst Benedikt XVI, in Vatikanstadt, Rom, Italien.
- Porträt von Sophia von Griechenland und Königin von Spanien, Palacio de la Zarzuela, Madrid, Spanien.
- Gemälde von St. Maria und Jesuskind, Museo Nacional de Bellas Artes in Havanna, Kuba.
- Gemälde von Philosoph, Museu Nacional de Bellas Artes, Rio de Janeiro, Brasilien.
- Gemälde von Ballerina, Museum der Eremitage, St. Petersburg, Russland.